# Midreshet Ben-Gurión

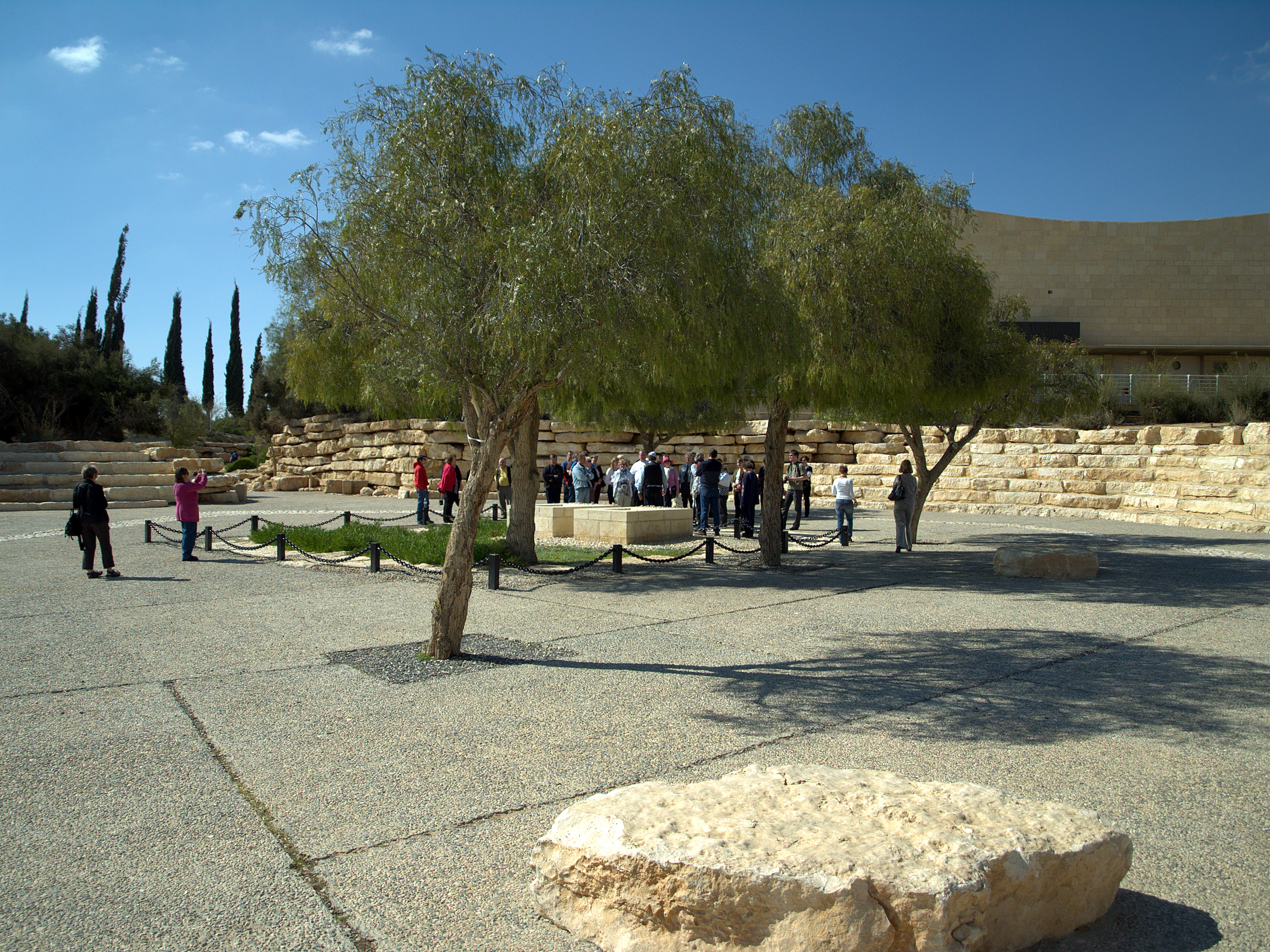
Tumbas de David y Paula Ben-Gurión.

Midreshet Ben-Gurión (hebreo: מדרשת בן גוריון ), es un centro educativo y un asentamiento comunitario, situado en el desierto del Néguev, en Israel, cerca del kibutz Sde Boker. Midreshet Ben-Gurión, pertenece a la jurisdicción del Concejo Regional Ramat HaNéguev. La construcción del asentamiento empezó en el año 1962, inspirada por la visión de David Ben-Gurión de desarrollar el árido desierto del Néguev. Los Institutos Jacob Blaustein para la Investigación del Desierto, (en inglés: The Jacob Blaustein Institutes for Desert Research ), afiliados con la Universidad Ben-Gurión del Néguev de Beerseba, el Instituto del Patrimonio Ben-Gurión, (en inglés: Ben-Gurion Heritage Institute ), y un instituto dedicado a los estudios medio-ambientales, se encuentran actualmente en este lugar. David Ben-Gurión y su esposa Paula, están enterrados en Midreshet Ben-Gurión. 